# Đảo Flattop
Đảo Flattop là một hòn đảo thuộc quần đảo San Juan, tiểu bang Washington, Hoa Kỳ.
Tên gọi của đảo được đặt bởi Charles Wilkes, trong cuộc thám hiểm Wilkes 1838-1842.